# Honda RA273
Honda RA273  — гоночный автомобиль Формулы-1, разработанный конструкторами команды Honda Racing и принимавший участие в гонках Чемпионата мира Формулы-1 сезонов 1966 и 1967 годов.

## История

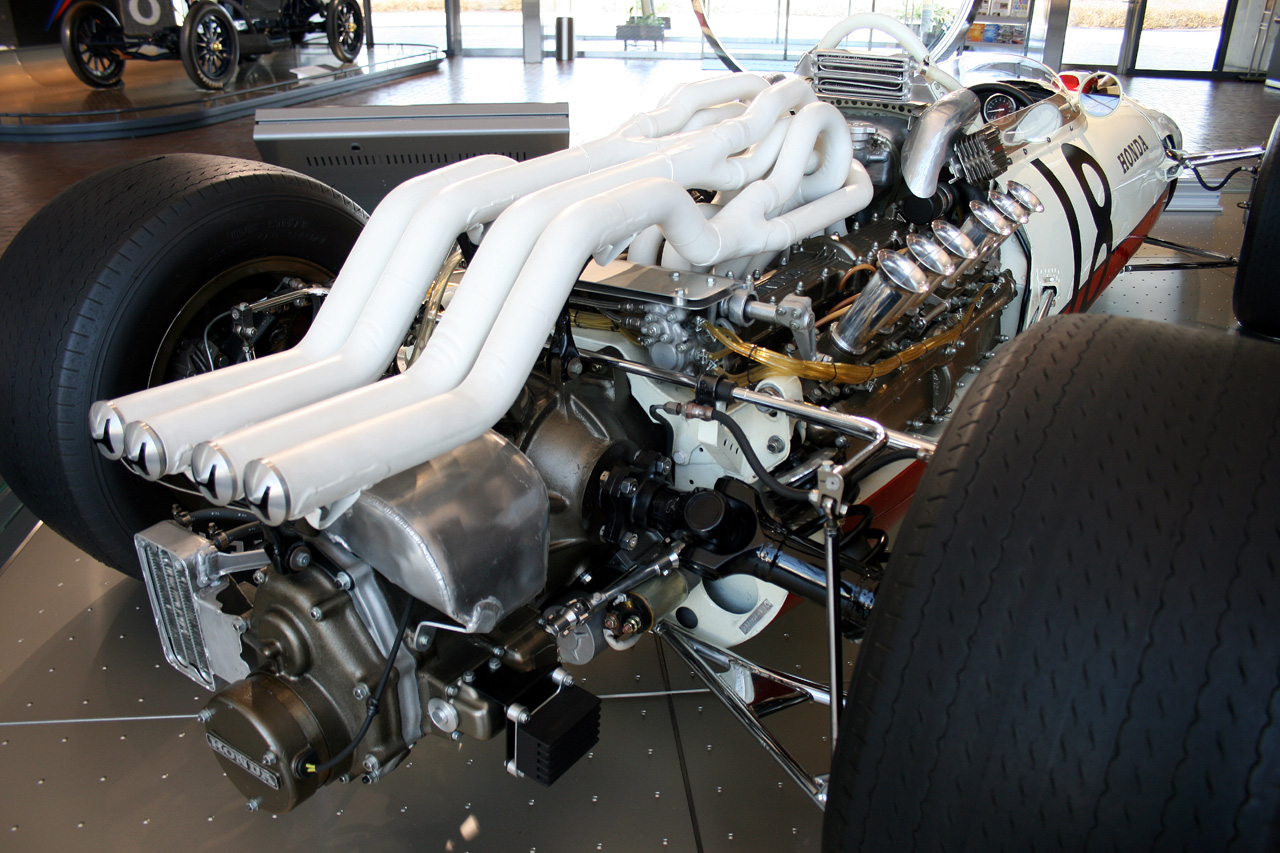
Шасси Honda RA273 - вид сзади.

Шасси RA273 было представлено в середине сезона 1966 года и имело трёхлитровый мотор Honda RA273E V12. Этот двигатель, расположенный продольно, развивал мощность в 400 л.с. и был самым мощным мотором в Чемпионате мира. Шасси получилось на 240 кг тяжелее дозволенного минимума — 500 кг, что перечеркивало его превосходство в мощности. К тому же управляемость машины также оставляла желать лучшего. В итоге гонщикам команды не удалось показать высоких результатов в Чемпионате-1966.
В 1967 году в команду пришёл экс-чемпион мира Джон Сёртис, который финишировал третьим в своей первой же гонке.

## Результаты выступлений Honda RA273 в гонках
| Год  | Команда        | Двигатель         | Шины | Пилоты | 1   | 2    | 3    | 4    | 5   | 6   | 7    | 8    | 9   | 10  | 11  | Место | Очки |
| ---- | -------------- | ----------------- | ---- | ------ | --- | ---- | ---- | ---- | --- | --- | ---- | ---- | --- | --- | --- | ----- | ---- |
| 1966 | Honda R & D Co | Honda RA273E, V12 | G    |        | МОН | БЕЛ  | ФРА  | ВЕЛ  | НИД | ГЕР | ИТА  | США  | МЕК |     |     | 8     | 3    |
| 1966 | Honda R & D Co | Honda RA273E, V12 | G    | Гинтер |     |      |      |      |     |     | Сход | Сход | 4   |     |     | 8     | 3    |
| 1966 | Honda R & D Co | Honda RA273E, V12 | G    | Бакнем |     |      |      |      |     |     | Сход | Сход | 8   |     |     | 8     | 3    |
| 1967 | Honda Racing   | Honda RA273E, V12 | G    |        | ЮАР | МОН  | НИД  | БЕЛ  | ФРА | ВЕЛ | ГЕР  | КАН  | ИТА | США | МЕК | 4     | 20   |
| 1967 | Honda Racing   | Honda RA273E, V12 | G    | Сёртис | 3   | Сход | Сход | Сход |     | 6   | 4    |      |     |     |     | 4     | 20   |

| Легенда к таблице |                                                                    |
| --- | ------------------------------------------------------------------ |
| В таблице перечислены результаты всех Гран-при Формулы-1, в которых использовался автомобиль. Строками таблицы являются сезоны, столбцами — этапы чемпионата мира. В каждой клетке указаны сокращённое название этапа и результат, дополнительно обозначенный цветом. Расшифровка обозначений и цветов представлена в нижеследующей таблице. |                                                                    |
| \| Пример \| Описание \| \| ------------ \| ------------------------------------------------------------------ \| \| 1 \| Победитель \| \| 2 \| Второе место \| \| 3 \| Третье место \| \| 5 \| Финишировал, заработав очки \| \| Сход \| Не финишировал, но при этом заработал очки \| \| 12 \| Финишировал, не получив очков \| \| НКЛ \| Финишировал, но не попал в финальную классификацию \| \| 15 \| Участвовал вне зачёта, либо по отдельной классификации \| \| 18 \| Не финишировал, но попал в финальную классификацию \| \| Сход \| Не финишировал \| \| НКВ \| Не прошёл квалификацию \| \| НПКВ \| Не прошёл предквалификацию \| \| ДСК \| Дисквалифицирован \| \| ИСК \| Исключён из протокола соревнований \| \| ТТ \| Заявлен для участия только в тренировках \| \| НС \| Участвовал в квалификации, но не стартовал в гонке \| \| Т \| Травмирован или болен \| \| ОТК \| Отказ от участия \| \| НТР \| Прибыл на соревнования, но на трассу не выезжал \| \| НПР \| Был заявлен в числе участников, но не прибыл к началу соревнований \| \| О \| Соревнования отменены \| \| \| Не участвовал \| \| Поул-позиция \| \| \| Быстрый круг \| \| |                                                                    |
| Пример | Описание                                                           |
| 1 | Победитель                                                         |
| 2 | Второе место                                                       |
| 3 | Третье место                                                       |
| 5 | Финишировал, заработав очки                                        |
| Сход | Не финишировал, но при этом заработал очки                         |
| 12 | Финишировал, не получив очков                                      |
| НКЛ | Финишировал, но не попал в финальную классификацию                 |
| 15 | Участвовал вне зачёта, либо по отдельной классификации             |
| 18 | Не финишировал, но попал в финальную классификацию                 |
| Сход | Не финишировал                                                     |
| НКВ | Не прошёл квалификацию                                             |
| НПКВ | Не прошёл предквалификацию                                         |
| ДСК | Дисквалифицирован                                                  |
| ИСК | Исключён из протокола соревнований                                 |
| ТТ | Заявлен для участия только в тренировках                           |
| НС | Участвовал в квалификации, но не стартовал в гонке                 |
| Т | Травмирован или болен                                              |
| ОТК | Отказ от участия                                                   |
| НТР | Прибыл на соревнования, но на трассу не выезжал                    |
| НПР | Был заявлен в числе участников, но не прибыл к началу соревнований |
| О | Соревнования отменены                                              |
| | Не участвовал                                                      |
| Поул-позиция |                                                                    |
| Быстрый круг |                                                                    |